# Phanxicô đệ Salê
Phanxicô đệ Salê (tiếng Pháp: François de Sales, 21 tháng 8 năm 1567 - 28 tháng 12 năm 1622) là giám mục thành Genève và được Giáo hội Công giáo tôn vinh là thánh bổn mạng của các ký giả Công giáo và là Tiến sĩ Hội Thánh. Ông nổi tiếng vì đức tin sâu sắc và cách tiếp cận hòa giải nhẹ nhàng trước sự chia rẽ tôn giáo trong cuộc Cải cách Kháng nghị. Ông cũng được biết đến nhiều với hai tác phẩm nổi tiếng của chính ông là "Khởi đầu đời sống đạo đức" và "Luận án về Tình Yêu Thiên Chúa". 